# Tomomi Miyamoto
Tomomi Miyamoto (宮本 ともみ, Miyamoto Tomomi, Sagamihara, 31 december 1978) is een Japans voormalig voetbalster.

## Carrière
Miyamoto speelde voor onder meer Iga FC Kunoichi.
Zij nam met het Japans vrouwenvoetbalelftal deel aan de wereldkampioenschappen in 1999 en 2003. Daar stond zij in alle de wedstrijden van Japan opgesteld. Japan werd uitgeschakeld in de groepsfase. Zij nam met het Japans vrouwenelftal deel aan de Olympische Zomerspelen in 2004 waar Japan werd uitgeschakeld in de eerste knock-outronde. Daar stond zij opgesteld in alle drie de wedstrijden van Japan. Zij nam met het Japanse vrouwenelftal deel aan de wereldkampioenschappen in 2007, en daar stond zij in alle wedstrijden van Japan in de basis.

## Statistieken
| Japans vrouwenvoetbalelftal | Japans vrouwenvoetbalelftal | Japans vrouwenvoetbalelftal |
| Jaar                        | Wed.                        | Dlp.                        |
| --------------------------- | --------------------------- | --------------------------- |
| 1997                        | 6                           | 2                           |
| 1998                        | 10                          | 1                           |
| 1999                        | 14                          | 2                           |
| 2000                        | 0                           | 0                           |
| 2001                        | 0                           | 0                           |
| 2002                        | 7                           | 1                           |
| 2003                        | 14                          | 3                           |
| 2004                        | 9                           | 2                           |
| 2005                        | 0                           | 0                           |
| 2006                        | 1                           | 0                           |
| 2007                        | 16                          | 2                           |
| Totaal                      | 77                          | 13                          |